# 巨首楔蚌
巨首楔蚌（学名：Cuneopsis capitata）为蚌科楔蚌属的动物，俗名老鸦嘴，是中国的特有物种。分布于安徽、浙江、江苏、江西、湖北、湖南等地，主要生活于泥底或泥沙底湖泊、河流以及多栖息急流水域中。